# Pometia pinnata

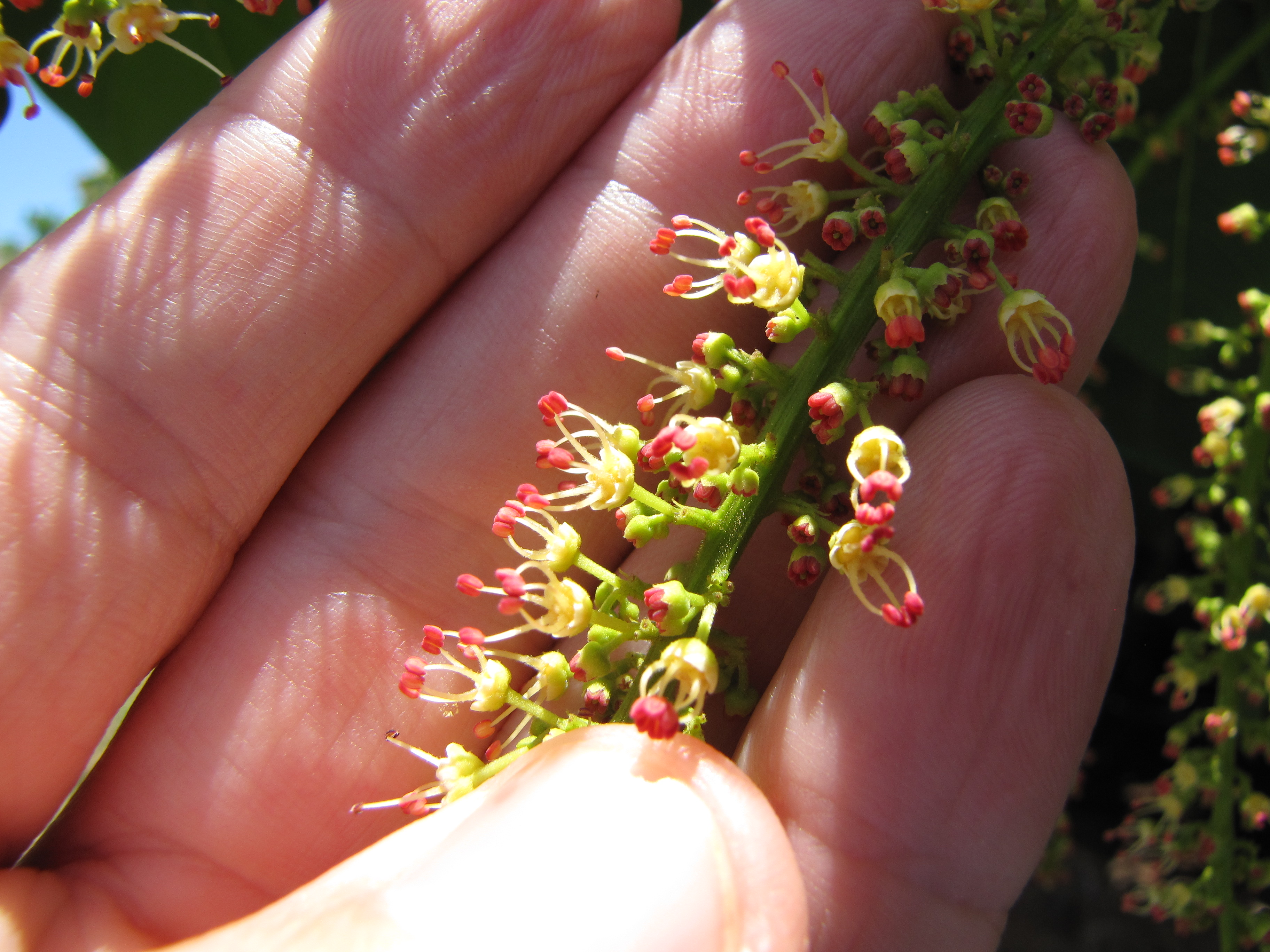
Blüten und Blütenstand

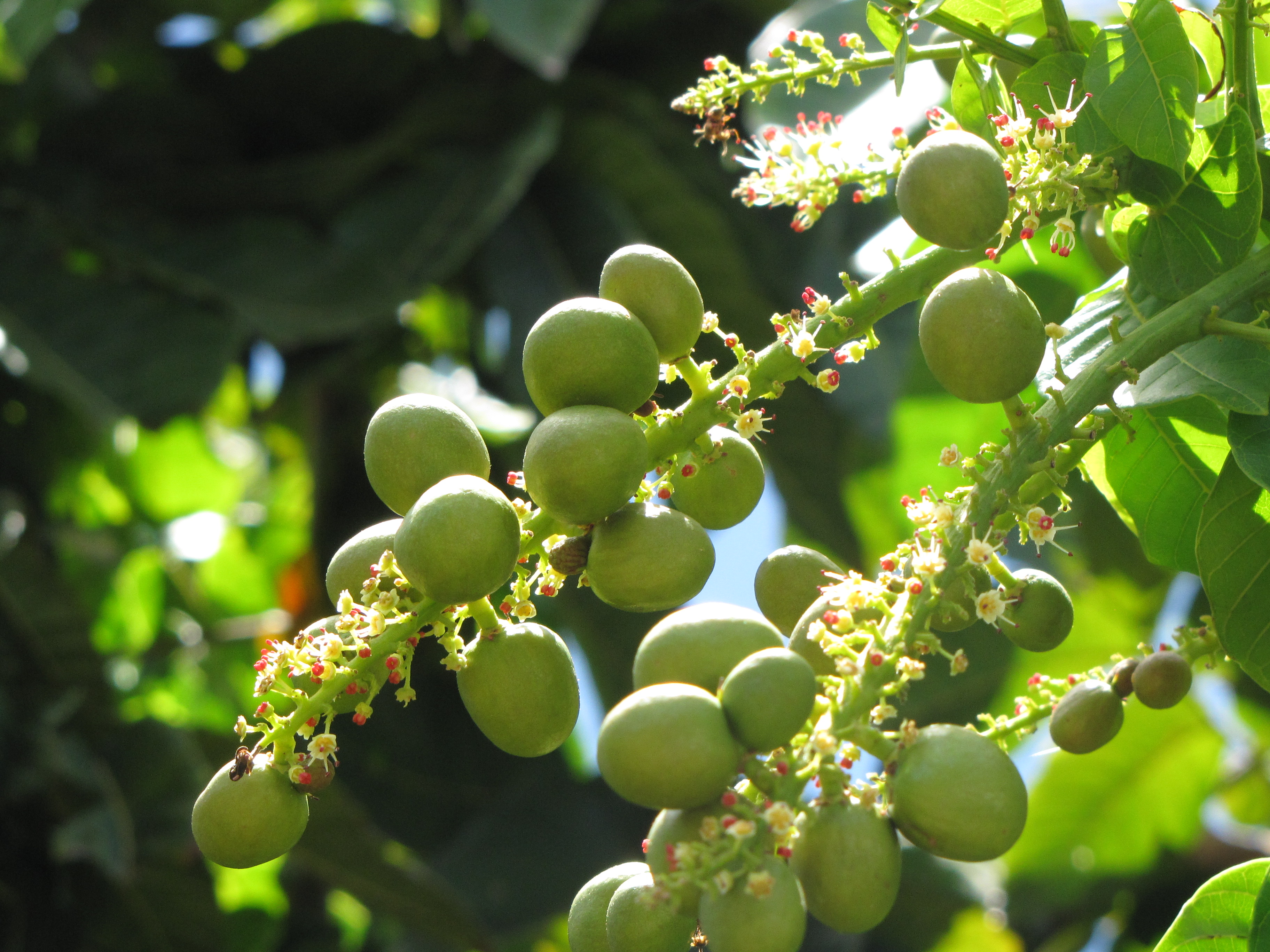
Blüten- und Fruchtstand

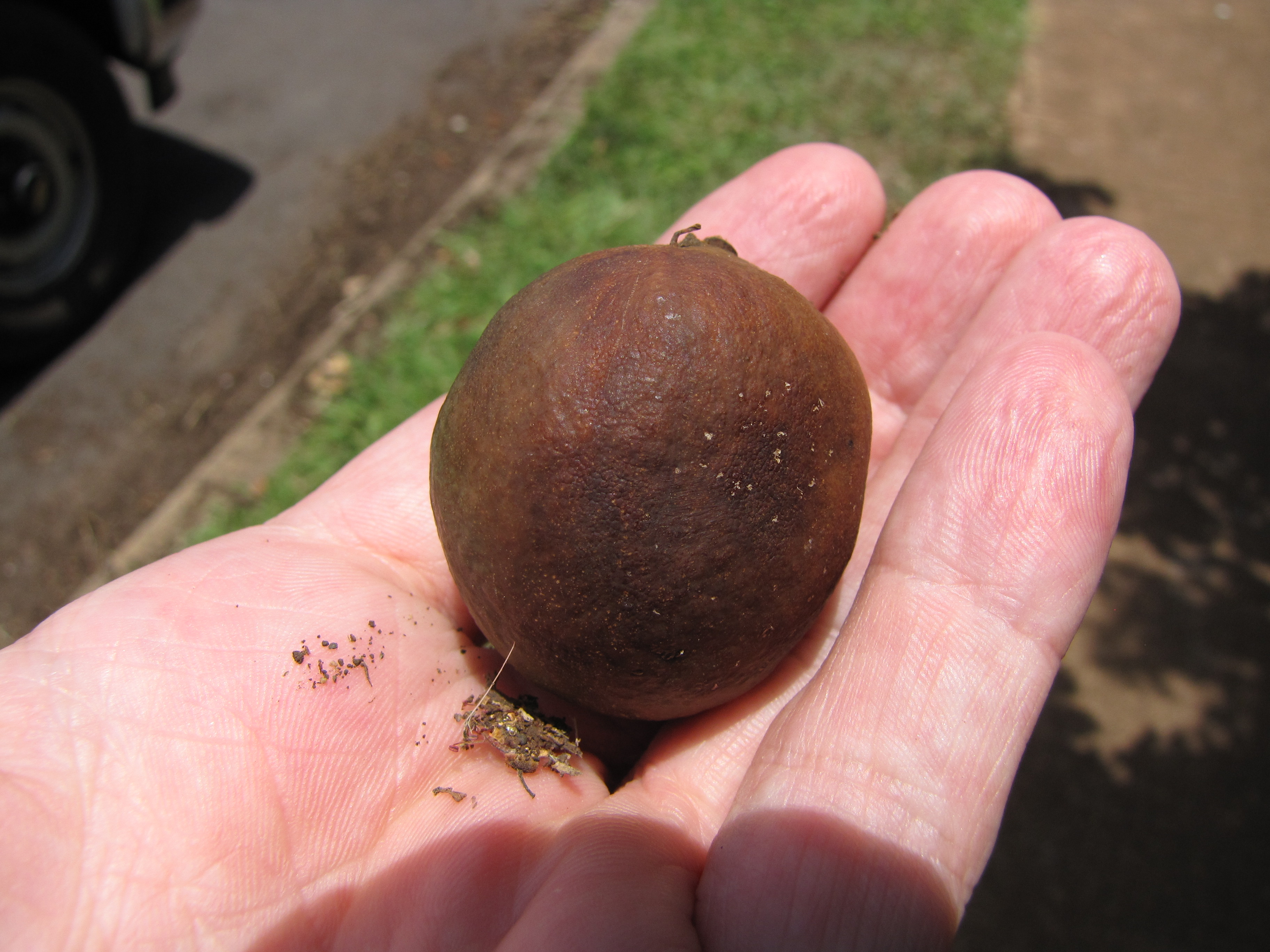
Reife Frucht

Pometia pinnata ist ein Baum in der Familie der Seifenbaumgewächse aus Indien, Sri Lanka bis nach Südostasien, von Myanmar, Thailand bis Neuguinea und nach Polynesien. Es ist eine von nur zwei Arten der Gattung Pometia.

## Beschreibung
Pometia pinnata wächst als schnellwüchsiger, immergrüner Baum bis zu 40 Meter oder mehr hoch. Der Stammdurchmesser erreicht bis über 1 Meter. Es werden häufig meterhohe und -breite Brettwurzeln gebildet. Der Baum führt ein rötliches Gummi, Exsudat.
Die kurz gestielten bis (fast) sitzenden, langen Laubblätter sind paarig gefiedert mit 5–11(15) Paaren von fast gegenständigen, kurz gestielten und leicht ledrigen Blättchen. Die Blätter sind mit Blattstiel bis zu 1–1,5 Meter lang und die Rhachis und der Blattstiel sind schwach behaart. Das erste Blättchenpaar ist verkleinert, nebenblattartig, manchmal stängelumfassend, mit rundlichen Blättchen. Die nachfolgenden, am Rand mehr oder weniger gesägten bis buchtigen oder gezähnten und spitzen bis zugespitzten, eilanzettlichen bis verkehrt-eilanzettlichen oder länglichen Blättchen sind 12–37 Zentimeter lang. Die Nervatur ist gefiedert und oberseits eingeprägt. Die jungen Blätter sind rötlich. Die Blättchen sind meist kahl.
Pometia pinnata ist falsch polygam, also hier mit funktionell eingeschlechtlichen Blüten auf einem Exemplar. Es werden gemischtblütige, aufrechte bis hängende, end- oder achselständigen, mehr oder weniger behaarte und sehr lange (30–60(70) Zentimeter) Thyrsen mit dicker, steifer Rhachis gebildet. Die gestielten, sehr kleinen Blüten sind fünfzählig mit doppelter Blütenhülle. Die etwas kurz behaarten, grünlichen Kelchblätter sind nur 1–2 Millimeter lang und etwa zur Hälfte becherförmig verwachsen mit kleinen Zipfeln. Die meist etwas größeren, weißlichen oder grün-gelblichen Petalen sind verkehrt-eiförmig. Es sind 5 vorstehende Staubblätter, mit im unteren Teil leicht behaarten Staubfäden und roten oder gelben Antheren oder Staminodien mit Antheroden vorhanden. Es ist ein kurz behaarter, zweikammeriger und oberständiger Fruchtknoten mit einem kurz behaarten, relativ kurzen Griffel oder ein Pistillode, jeweils auf einem fleischigen, lappigen Diskus, vorhanden.
Die kahlen, zur Reife gelblichen bis roten oder dunkelbraunen bis -violetten, einsamigen und nicht öffnenden, rundlichen bis ellipsoiden Früchte sind etwa 2,5–4,5 Zentimeter groß. Die Schale ist mehr oder weniger dick und das Mesokarp ist hart-fleischig. Der bis 2,5 Zentimeter große, ellipsoide Samen ist von einem gelb-weißlichen bis rosafarbenen, gelatinösen und leicht durchscheinenden Arillus umhüllt.

## Verwendung
Die Rambutan ähnlichen Früchte sind essbar. Die ölhaltigen Samen sind gekocht oder geröstet genießbar.
Das mittelschwere, -harte Holz ist wenig beständig sowie schlecht behandelbar. Es ist bekannt als Kasai.

## Taxonomie
Die Erstbeschreibung erfolgte 1776 durch Johann Reinhold und Georg Forster in Characteres Generum Plantarum: 110, Tab. LV. Es sind viele Synonyme bekannt.